# Lycopodiales

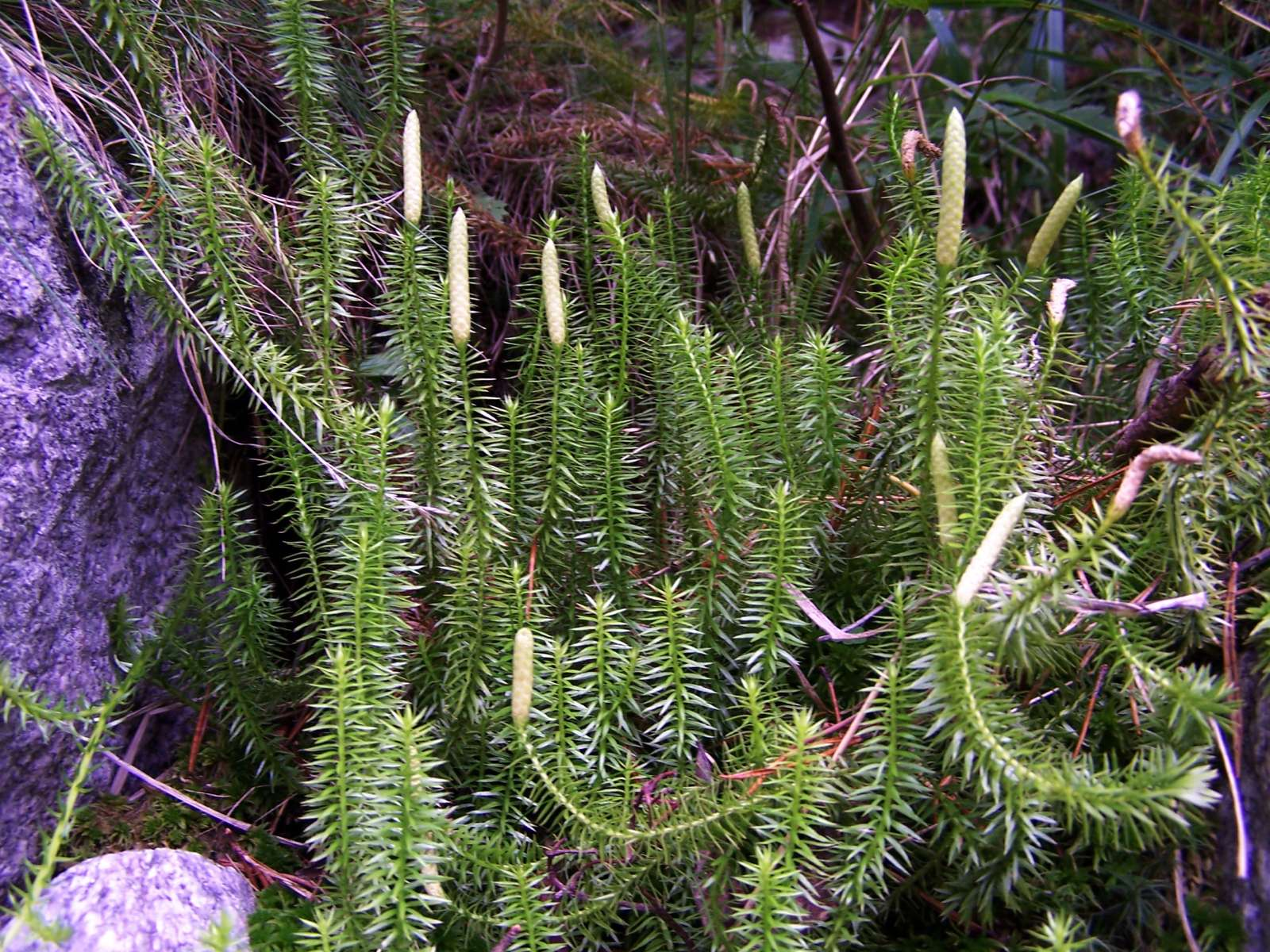
Lycopodium annotinum com esporângios (estróbilos) terminais.

Lycopodiales é uma ordem de plantas vasculares produtoras de esporos da classe Lycopodiopsida (licófitas) que agrupa cerca de 388 espécies extantes repartidas por 16 géneros e duas famílias.

## Morfologia e características
As Lycopodiales são plantas perenes, de folha persistente e hábito rastejante. A face inferior dos caules apresenta raízes dicotomicamente ramificadas (em forma de um Y invertido). As folhas são geralmente dispostas em espiral ou alternadas, com um forma lanceolada fortemente alongada. Os esporófilos são de inserção apical e frequentemente espessados, formando estruturas em forma de cone (estróbilos). Os esporângios são semelhantes (sem género), em forma de saco e estão localizados na superfície superior das folhas. Os esporos são geralmente de cor amarelo-enxofre e são semelhantes (isosporia).

## Sistemática
A classificação mais antiga incluía uma definição bastante ampla do género Lycopodium, conferindo-lhe uma circunscrição taxonómica que incluía quase todas as espécies de Lycopodiales. A tendência emergente nos últimos anos é, em vez disso, definir o género Lycopodium de maneira mais restrita e classificar as outras espécies em diferentes géneros, como mostram as análises morfológicas e moleculares. Esses géneros estavam divididos em dois grupos distintos (Lycopodiaceae e Huperziaceae). No então, em classificações atuais, elas formam uma família única, sendo assim os géneros Huperzia, Phlegmariurus e Phylloglossum são incluídos na família Lycopodiaceae.
A hipótese de manter duas famílias separadas, resultando na seguinte estrutura:
- Família Lycopodiaceae P.Beauv., 1802[4]
  - Género Diphasiastrum
  - Género Lycopodiella
  - Género Lycopodium
  - Género Palhinhaea
  - Género Pseudolycopodiella
  - Género Huperzia
  - Género Phlegmariurus
  - Género Phylloglossum

No sistema PPG I (do Pteridophyte Phylogeny Group ou PPG, 2016) o grupo é incluído no clado Tracheophyta, sendo colocado como grupo irmão do conjunto formado pelas Selaginellales e Isoetales. Esta situação pouco difere da estabelecida no sistema de Reveal (1999), no qual o grupo era inserido na subordem Lycopodiineae Rabenh., 1849.
A tendência em anos recentes as revisões e tratamentos de flora tem sido no sentido de definir Lycopodium de forma mais estreita e de classificar as restantes espécies em vários géneros, um arranjo que tem sido apoiado por dados morfológicos e moleculares. A partir dos quatro géneros inicialmente considerados por Benjamin Øllgaard, uma análise dos DNA dos cloroplastos produziu o cladograma abaixo (reproduzido aqui apenas até ao nível de género), confirmando a monofilia dos quatro géneros e a sua distância em relação a Isoetes.
| Lycopodiaceae sensu stricto | \| \| Lycopodium \| \| \| \| \| \| Lycopodiella \| \| \| \| \| \| Phylloglossum \| \| \| \| \| \| Huperzia \| \| \| \| |
|                             | \| \| Lycopodium \| \| \| \| \| \| Lycopodiella \| \| \| \| \| \| Phylloglossum \| \| \| \| \| \| Huperzia \| \| \| \| |
|                             | Isoetes |
|                             | |
|                             | Lycopodium |
|                             | |
|                             | Lycopodiella |
|                             | |
|                             | Phylloglossum |
|                             | |
|                             | Huperzia |
|                             | |

|  | Lycopodium    |
|  |               |
|  | Lycopodiella  |
|  |               |
|  | Phylloglossum |
|  |               |
|  | Huperzia      |
|  |               |

Apesar dos géneros se agruparem claramente em dois clados (grupos monofiléticos), continua a não existir consenso sobre a criação de uma (Lycopodiaceae sensu lato) ou de duas famílias (Lycopodiaceae sensu stricto e Huperziaceae).
A família Lycopodiaceae, quando definida com uma circusncrição taxonómica mais estreita, inclui o género extante Lycopodium, com espécies como Lycopodium clavatum, Lycopodium obscurum e Lycopodium digitatum, entre muitas outras. Também ncluídas estão as espécies do género Lycopodiella, tais como Lycopodiella inundata. A maioria das espécies de Lycopodium prefere solos acídicos e arenosos, de áreas bem drenadas, enquanto as espécies de Lycopodiella tendem a favorecer solos acídicos e pantanosos.
O outro grande grupo, a extinta família Huperziaceae, inclui o género Huperzia, com espécies como Huperzia lucidula, Huperzia porophila e Huperzia selago. Este grupo também inclui as plantas tuberosas, de configuração incomum, do género Phylloglossum, da Australásia, um grupo considerado, até tempos recentes, como apenas remotamente relacionado com as Lycopodiales, mas que a análise filogenética veio revelar, como é aparente no cladograma atrás, ser um parente próximo do género Huperzia.
O cladograma que se segue apresenta a estrutura e enquadramento filogenético do agrupamento:
| Lycopodiales | \| \| Lycopodiaceae \| \| \| \| |
|              | \| \| Lycopodiaceae \| \| \| \| |
|              | Drepanophycales †               |
|              |                                 |
|              | Lycopodiaceae                   |
|              |                                 |

|  | Lycopodiaceae |
|  |               |

|  | Lepidodendrales †                                          |
|  |                                                            |
|  | \| \| Pleuromeia † \| \| \| \| \| \| Isoetales \| \| \| \| |
|  |                                                            |
|  | Pleuromeia †                                               |
|  |                                                            |
|  | Isoetales                                                  |
|  |                                                            |

|  | Pleuromeia † |
|  |              |
|  | Isoetales    |
|  |              |

|  | Lepidodendrales †                                          |
|  |                                                            |
|  | \| \| Pleuromeia † \| \| \| \| \| \| Isoetales \| \| \| \| |
|  |                                                            |
|  | Pleuromeia †                                               |
|  |                                                            |
|  | Isoetales                                                  |
|  |                                                            |

|  | Pleuromeia † |
|  |              |
|  | Isoetales    |
|  |              |

| Lycopodiales | \| \| Lycopodiaceae \| \| \| \| |
|              | \| \| Lycopodiaceae \| \| \| \| |
|              | Drepanophycales †               |
|              |                                 |
|              | Lycopodiaceae                   |
|              |                                 |

|  | Lycopodiaceae |
|  |               |

|  | Lepidodendrales †                                          |
|  |                                                            |
|  | \| \| Pleuromeia † \| \| \| \| \| \| Isoetales \| \| \| \| |
|  |                                                            |
|  | Pleuromeia †                                               |
|  |                                                            |
|  | Isoetales                                                  |
|  |                                                            |

|  | Pleuromeia † |
|  |              |
|  | Isoetales    |
|  |              |

|  | Lepidodendrales †                                          |
|  |                                                            |
|  | \| \| Pleuromeia † \| \| \| \| \| \| Isoetales \| \| \| \| |
|  |                                                            |
|  | Pleuromeia †                                               |
|  |                                                            |
|  | Isoetales                                                  |
|  |                                                            |

|  | Pleuromeia † |
|  |              |
|  | Isoetales    |
|  |              |

Agrupa a todos os membros extantes da divisão Lycophyta, um grupo antigo e basal de plantas vasculares. O termo Lycopodiidae pertence à categoria taxonómica de subclasse na moderna classificação de Christenhusz et al. 2011, sendo nesse sistema o único táxon do grupo que contém representantes vivos. A subclasse é dividida em três ordens:
- Lycopodiales (família 1)
- Isoëtales (família 2)
- Selaginellales (família 3)

Clasificação e números de família atribuídos segundo o sistema de Christenhusz et al. 2011, baseada en Smith et al. 2006, 2008; que fornece uma sequência linear para as licófitas e monilófitas.

## Usos
Um pó formado por esporos de licopódio (várias espécies do género Lycopodium) é usado para fins de cosmética e em prestidigitação. Como produto cosmético, o «pó de licopódio», elaborado a partir dos esporos secos de licopódio, apresenta a vantagem de absorver facilmente as moléculas de gordura presentes na superfície da pele humana, sendo utilizado como champô seco, para acalmar a irritação da pele de obesos, evitar a formação de escaras, substituindo nestes usos e no tratamento da pele dos bebés o pó de talco. Como o «pó de polipódio» é extremamente inflamável, ardendo com uma chama viva e luminosa, é utilizado para simular chamas em magia e em outras formas de prestidigitação e teatro em que haja necessidade de simular grandes fogos. São conhecidos também alguns usos técnicos e científicos.
As plantas do grupo são também apontadas como diuréticas e anti-reumatismais, sendo utilizadas em vários preparados de medicina tradicional e de homeopatia..